# Помпеи
Помпеи (итал. Pompei) је насеље у Италији у округу Напуљ, региону Кампанија.
Према процени из 2011. у насељу је живело 23902 становника. Насеље се налази на надморској висини од 11 м.

## Становништво
| 1931.  | 1936.  | 1951.  | 1961.  | 1971.  | 1981.  | 1991.  | 2001.  | 2011.  |
| ------ | ------ | ------ | ------ | ------ | ------ | ------ | ------ | ------ |
| 10.054 | 11.792 | 15.035 | 20.366 | 21.547 | 22.934 | 25.177 | 25.751 | 25.440 |